# Yllka Kuqi
Yllka Kuqi, född den 26 november 1982 i Gjakova i Kosovo i dåvarande Jugoslavien, är en albansk sångerska. 
År 2005 ställde hon upp i Kënga Magjike 6 med låten "Dhe të dua". Hon tog sig till finalen den 23 januari som för första gången hölls i Kosovo och Pristina. Med låten slutade hon på andra plats, bakom Irma Libohova som vann och före Pirro Çako som slutade trea. Hon fick även ett pris för bästa röst. År 2006 ställde hon upp i tävlingen igen, nu med låten "Më merr". I finalen fick hon 95 poäng vilket gav henne en åttondeplats, just före Rona Nishliu. Vann gjorde Armend Rexhepagiqi som fick 293 poäng, en poäng före tvåan Ledina Çelo. Hon fick även ett pris för bästa melodi.
Kuqi har även deltagit i Festivali i Këngës. År 2005 ställde hon upp i tävlingen med låten "Të gjeta". Hon deltog i den andra semifinalen den 17 december, men lyckades inte att ta sig vidare till finalen den 18 december.

## Diskografi

### Studioalbum
- 2013 – Dhe të dua